# Horst Frank

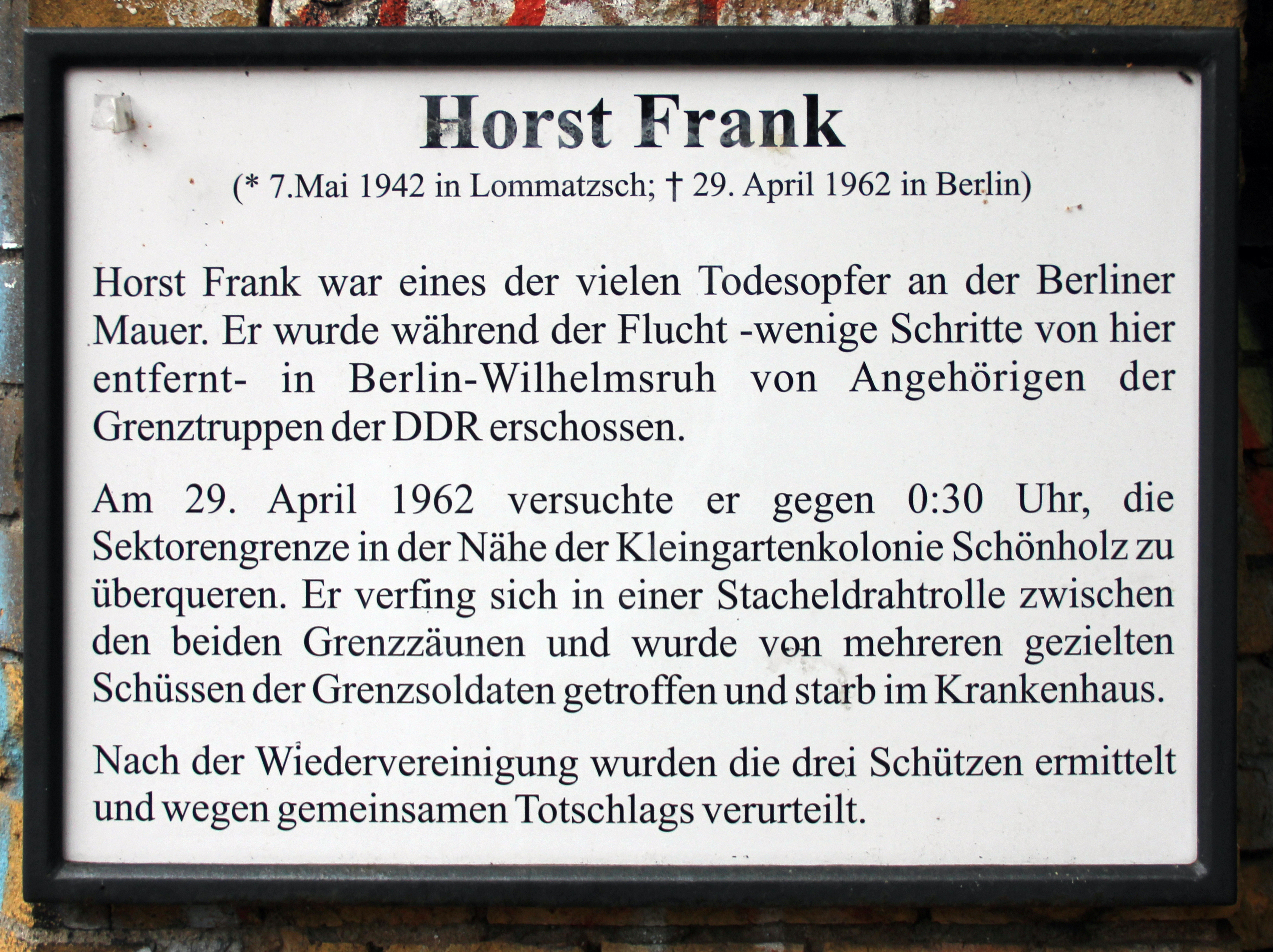
Placa em homenagem a Horst Frank em Klemkestraße, em Berlim-Reinickendorf.

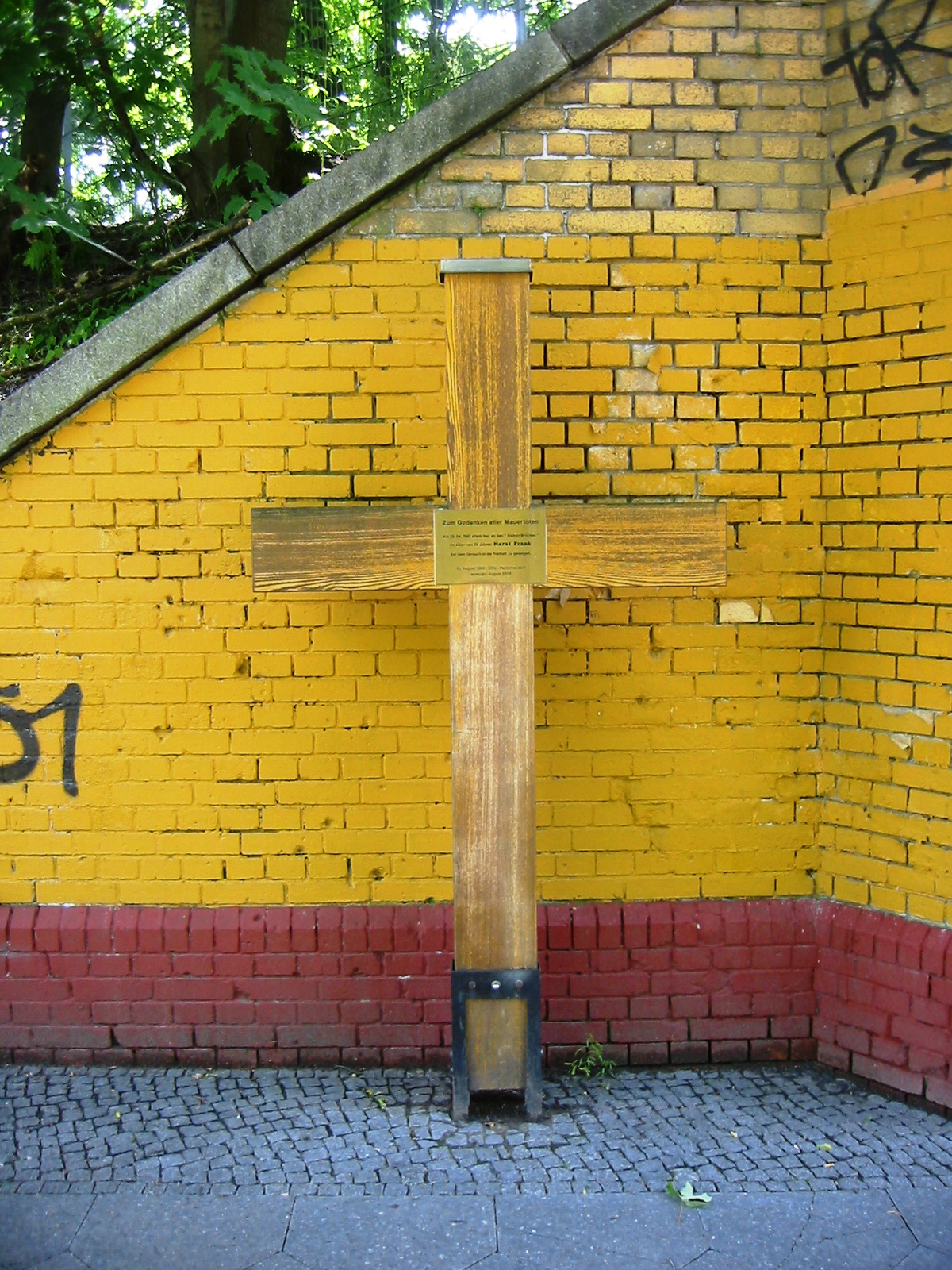
Cruz homenageativa a Horst Frank em Berlim-Wilhelmsruh.

Horst Frank (Lommatzsch, 7 de maio de 1942 - Berlim, 29 de abril de 1962) foi uma das vítimas do Muro de Berlim. Ele foi baleado durante a fuga em Berlim-Wilhelmsruh por membros das tropas de fronteira da República Democrática Alemã (RDA).

## Biografia
Depois de completar um aprendizado de jardinagem, Horst Frank mudou-se de sua terra natal, a Saxônia, para Berlim, onde conseguiu um emprego em uma empresa de jardinagem estatal no distrito de Weißensee. Imediatamente antes do recrutamento para o serviço militar básico, ele decidiu fugir para Berlim Ocidental. Juntamente com Detlev W., um amigo de sua cidade natal, ele tentou, em 29 de abril de 1962, à 0h30, atravessar a fronteira de Schönholz. Usando cortadores de arame, eles primeiro cortaram a cerca de trás e arrastaram-se pela faixa da morte de 80 m de largura, movendo-se muito devagar e deliberadamente. Eles também conseguiram detectar um detonador e ignorá-lo sem acionar um alarme. Quando chegaram à cerca da fronteira, após quatro horas entre a segunda e a terceira cerca, Horst Frank foi descoberto. Ele ficou preso na rede de arame farpado da última cerca da fronteira e foi atingido por vários disparos dos guardas de Berlim Oriental. O amigo Detlev W. conseguiu escapar. Pendurado indefeso no arame farpado, Horst Frank foi resgatado pelas tropas de fronteira e depois levado para o Hospital da Polícia do Povo. Lá ele morreu por volta das 4h da madrugada.
Após a reunificação alemã em 1990, os três pistoleiros foram identificados e sentenciados em 1995 pelo tribunal distrital de Berlim por homicídio culposo e prisão de 15 a 18 meses, comutada em liberdade vigiada.